# Ilsfeld

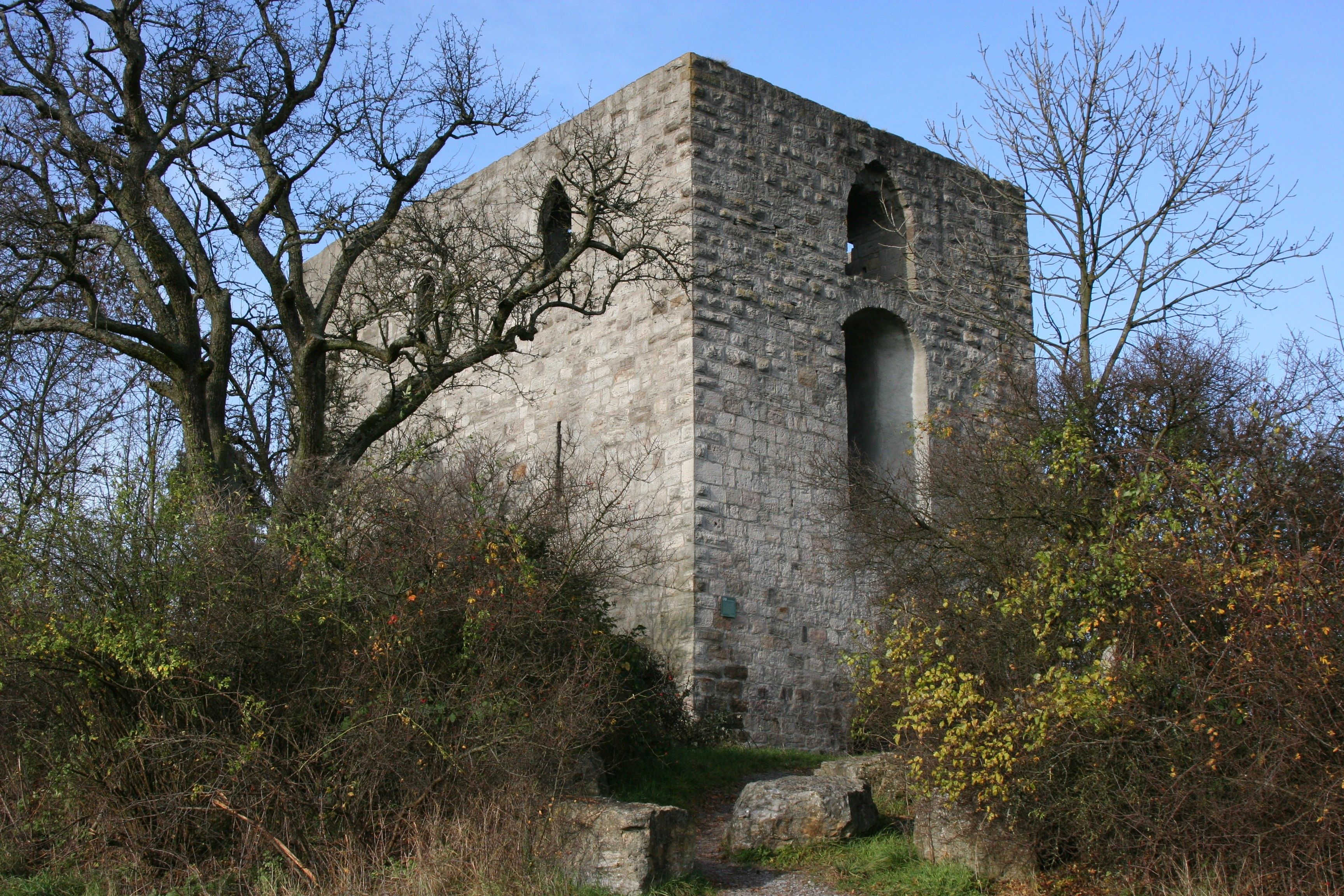
Ruiny zamku

Ilsfeld – miejscowość i gmina w Niemczech, w kraju związkowym Badenia-Wirtembergia, w rejencji Stuttgart, w regionie Heilbronn-Franken, w powiecie Heilbronn, siedziba związku gmin Schozach-Bottwartal. Leży nad rzeką Schozach, ok. 10 km na południe od Heilbronn, przy autostradzie A81.